# Colona merguensis
Colona merguensis là một loài thực vật có hoa trong họ Cẩm quỳ. Loài này được (Planch. ex Mast.) Burret mô tả khoa học đầu tiên năm 1926.